# La Nostalgie de l'ange
La Nostalgie de l'ange est un roman de Alice Sebold publié sous le titre The Lovely Bones en 2002 aux États-Unis et en 2003 en France. C'est l'histoire d'une adolescente qui, après avoir été violée et tuée, observe depuis le ciel sa famille et ses amis qui tentent de continuer à vivre pendant qu'elle-même essaie d'accepter sa propre mort. Le roman a été particulièrement salué par la critique au moment de sa sortie.
Une adaptation cinématographique réalisée par Peter Jackson est sortie au cinéma le 10 février 2010. Le film conserve le titre original du roman : Lovely Bones.

## Résumé de l'œuvre
En 1973, Susie Salmon est une jeune fille de 14 ans, tuée par un voisin, Mr Harvey. Pendant les huit années qui suivent, elle observe depuis un Paradis idéalisé sa famille et ses amis qui tentent de surmonter l'évènement.
Le 6 décembre 1973 à Norristown en Pennsylvanie, une banlieue de Philadelphie, Susie Salmon prend un raccourci dans un champ de maïs pour rentrer chez elle après le collège. Un de ses voisins, George Harvey, un homme proche de la quarantaine célibataire, qui construit des maisons de poupées, l'aborde. Il la persuade d'aller avec lui dans un trou, une tanière, qu'il vient de construire dans le sol du champ. Une fois à l'intérieur, elle perçoit le danger trop tard. Harvey la viole, la poignarde mortellement et la démembre. Seul un de ses coudes sera retrouvé (rapporté par un chien d'autres voisins à ses maîtres) car il est tombé du sac dans lequel son corps est transporté avant d'être abandonné dans une doline. Pendant ce temps, l'esprit de Susie rejoint un paradis qu'elle peut personnaliser.
La famille Salmon a tout d'abord du mal à accepter l'assassinat de Susie mais s'y résigne quand son bonnet à clochettes (que sa mère lui avait donné le matin même) puis son coude sont retrouvés. La police qui a interrogé M. Harvey le trouve certes bizarre mais n'a aucun motif de le suspecter. Jack, le père de Susie, devient méfiant et finit par harceler la police à propos des doutes qu'il a sur George Harvey. La sœur de Susie, Lindsey, finit par elle aussi devenir méfiante. Jack, détruit par sa culpabilité de ne pas avoir pu protéger sa fille, demeure pendant longtemps loin de son travail et progressivement il s'isole chez lui. Buckley, seulement âgé de quatre ans - le plus jeune des trois enfants - essaie de comprendre ce qui se passe alors qu'il commence à aller à l'école.
À la fin d'une journée d'été, le détective Len Fenerman vient dire aux Salmon que la police a exploré toutes les pistes et que l'enquête est close. Cette même nuit, Jack voit par la fenêtre de son bureau une lumière dans le champ de maïs. Persuadé que M. Harvey veut détruire les derniers indices, il court pour l'intercepter avec une batte de baseball. Il s'agit en fait de la meilleure amie de Susie, Clarissa, et de son petit-ami Brian qui cherchaient un endroit où se retrouver. Brian et Jack se battent et Jack est blessé par la batte. Il doit être opéré du genou. Après cet évènement, sa femme Abigail commence à entretenir une relation avec le détective, veuf, Fenerman. L'été suivant Abigail quitte sa famille pour aller vers le New Hampshire puis la Californie et travailler dans un vignoble. À cause de cela, sa mère, Grand-Maman Lynn, vient habiter chez les Salmon pour aider Jack à prendre soin de Buckley et de Lindsey.
Toujours méfiante, Lindsey parvient à pénétrer dans la maison de George Harvey et trouver un croquis du trou. Mais elle doit quitter la maison alors que M. Harvey rentre déjà. Conscient du danger, il quitte Norristown rapidement pour devenir un vagabond. Un an après, la police retourne le champ de maïs et découvre une bouteille de soda avec les empreintes de Harvey et de Susie renvoyant à la nuit du meurtre, ce qui fait de Harvey maintenant le principal suspect. Pourtant il demeure introuvable. À l'automne un chasseur dans le Connecticut trouve le corps d'une des autres victimes de M. Harvey et le bracelet porte-bonheur de Susie. En 1981, un inspecteur du Connecticut fait le lien entre le bracelet et le meurtre de Susie et prend contact avec Fenerman. Avec la découverte de nouveaux indices, la police s'aperçoit que Harvey est un tueur et violeur en série.
Lindsey et son petit-ami Samuel Heckler se fiancent, trouvent une vieille maison dans les bois appartenant au père de Ruth et prennent la décision de la réparer et d'y habiter. Peu de temps après les fiançailles, alors qu'il se disputait avec son fils, Jack est victime d'une crise cardiaque. L'urgence convainc Abigail de revenir de Californie mais les retrouvailles sont refroidies par l'attitude de Buckley reprochant à sa mère son abandon.
Parallèlement, M. Harvey revient à Norristown. Après avoir exploré son ancien quartier et découvert que le collège s'était agrandi sur le terrain du champ de maïs où il avait tué Susie, il se dirige vers la doline où le corps a été déposé mais où se trouvent aussi Ruth Connors et Ray Singh. Ruth, une ancienne camarade de classe de Susie qui a senti son esprit la frôler après le meurtre, aperçoit les différentes femmes qu'Harvey a tuées. Elle est remplie de l'esprit de Susie, qui ne cesse de l'observer du Ciel jusqu'au moment où elles échangent leurs positions. Le corps de Ruth est sous l'action de l'esprit de Susie qui embrasse Ray, lui qui était amoureux d'elle au collège, puis ils font l'amour dans la salle arrière du magasin de moto de Hal. Après cela, Susie gagne de nouveau le paradis et Ruth reprend possession de son corps.
Susie gagne maintenant un paradis plus large mais observe toujours de temps en temps les évènements sur Terre. Elle sait que la fille de sa sœur est baptisée Abigail Suzanne. Un jour, elle suit Harvey à la descente d'un bus de tourisme jusque dans un petit restaurant au début du printemps. Au comptoir il voit une jeune femme et essaie de lui faire la conversation mais elle ne veut pas. Susie voit alors une stalactite au-dessus de lui et, une fois la jeune femme partie, elle tombe et heurte la tête de Harvey, entraîné dans un ravin où il meurt.
Le roman s'achève sur la fille de Lindsey et sur les réflexions d'un couple qui a trouvé le bracelet porte-bonheur de Susie : « La petite fille doit être grande, à présent », dit-elle et Susie de rajouter : « Presque. Pas tout à fait. Je vous souhaite à tous une longue vie de bonheur ».

## Les personnages
- Susie Salmon, une jeune fille de 14 ans, assassinée et démembrée dès le premier chapitre. Elle est la narratrice du roman depuis son paradis.
- Jack Salmon, son père, qui travaille pour les assurances à Chadds Ford en Pennsylvanie.
- Abigail Salmon, sa mère, dont la famille toujours plus grande l'empêche de réaliser ses rêves de jeunesse.
- Lindsey Salmon, la sœur de Susie, d'un an sa cadette, considérée comme la plus intelligente des enfants de la famille. Elle seule est un enfant dont la naissance a été désirée.
- Buckley Salmon, le frère de Susie, 10 ans plus jeune qu'elle. Sa naissance remet en cause le projet d'Abigail de poursuivre une carrière dans l'enseignement. Il aperçoit quelquefois Susie pendant qu'elle l'observe.
- Grand-Maman Lynn, la mère d'Abigail, qui vient vivre avec son gendre et ses petits-enfants après la fuite de sa fille.
- George Harvey, un des voisins des Salmon, qui assassine Susie et d'autres jeunes filles mais parvient à demeurer impuni bien que très fortement suspecté.
- Ruth Connors, une camarade de Susie dont l'esprit la frôle après sa mort. Elle devient fascinée par Susie bien qu'elle l'ait à peine connue quand elle était vivante et consacre sa vie à noter les visions qu'elle a des différents morts.
- Ray Singh, le premier et unique garçon à avoir embrassé Susie, qui devient, plus tard, l'ami de Ruth.

- Samuel Heckler, le petit-ami de Lindsey et plus tard son époux.

- Len Fenerman, l'inspecteur de police chargé d'enquêter sur la mort de Susie.
- Clarissa, la meilleure amie de Susie sur Terre. On sait peu de chose sur elle, excepté le fait que son petit ami s'appelle Brian.
- Holly, la meilleure amie de Susie au Paradis. Son nom vient du personnage d'Holly Golightly. On ne sait que peu de choses sur sa vie et sa mort. Elle a été assassinée en 1971.
- Franny, la guide qui lui est attribuée au ciel.
- Holiday, le chien de la famille.